# Ectatoderus aldabrae
Ectatoderus aldabrae är en insektsart som beskrevs av Andrej Vasiljevitj Gorochov 1994. Ectatoderus aldabrae ingår i släktet Ectatoderus och familjen Mogoplistidae. IUCN kategoriserar arten globalt som starkt hotad. Inga underarter finns listade i Catalogue of Life.